# T9輸入法
T9（Text on 9 keys）是一种透過3×4数字键盘在功能手機上使用的预测性文本技术，最初由Tegic开发。T9代表9个按键上的文字。T9輸入法在1990年代後期開始普及。
智能手机普及後，由於新款智能手机拥有全触摸屏键盘，T9逐步淘汰。不過T9仍被用于某些没有触摸屏的廉价手机上。此外安卓手机依舊有T9拨号功能，用戶在拼写联系人的名字後便能撥通联系人的電話。

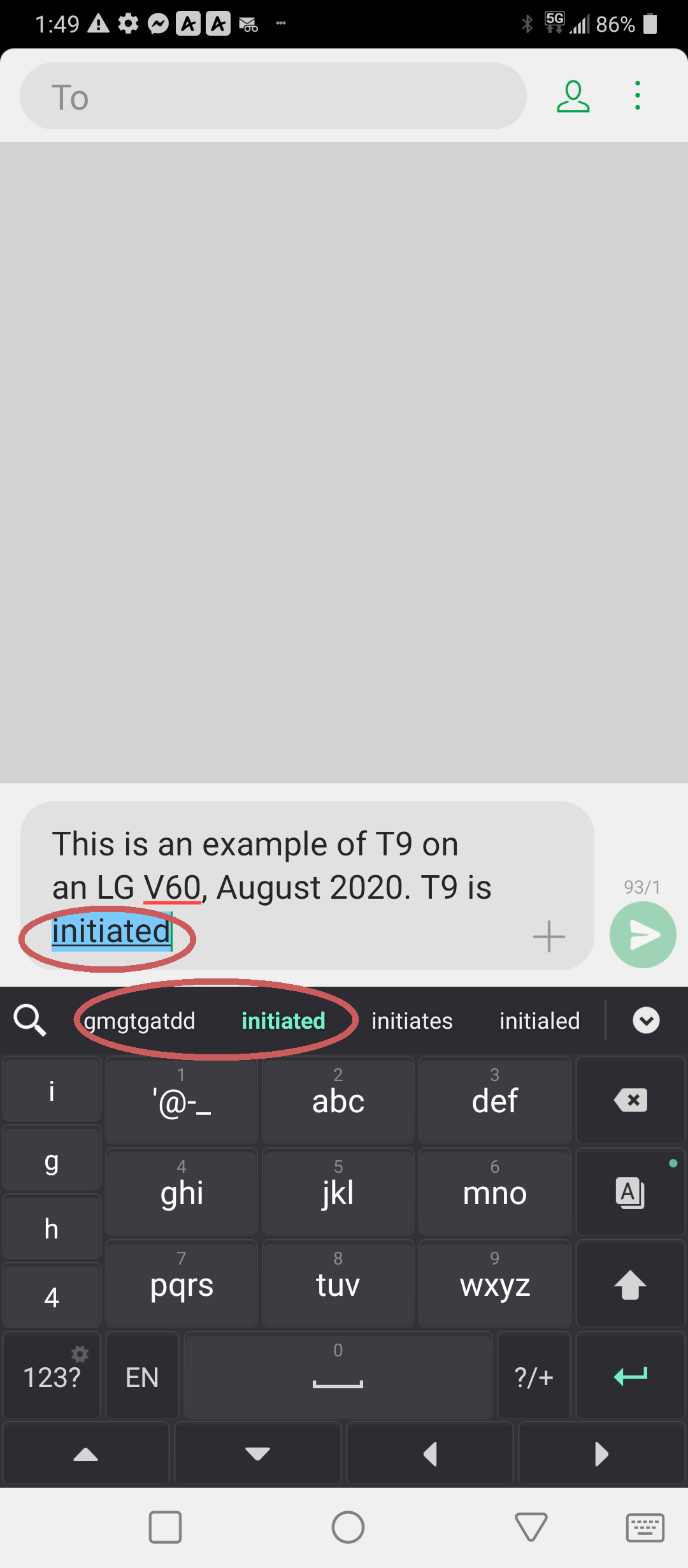
2020年8月6日，LG V60的屏幕截图，用戶正使用T9輸入法

## 设计

T9键盘

T9的目标是更容易地输入短信（文本消息）。它允许通过每次按键输入一个字母来组成单词，这比当时传统手机文本输入中使用的多次击键方法有所改进，在传统方法中，每个键与多个字母相关联，选择一个字母通常需要多次按键。
T9将每个电话键上的字母组与一个快速访问的单词词典相结合。然后，它会在词典中查找与按键序列相对应的所有单词，并按使用频率排序。随着T9“熟悉”用户常用的单词和短语，它会通过首先提供最常用的单词来加快这一过程，然后让用户通过按下一个或多个预定义的“下一个”键来检索其他选项。
词典是可扩展的。在引入一个新词后，下次用户尝试生成该词时，T9会将其添加到预测词典中。用户数据库（UDB）可以通过多次击键进行扩展。用户数据库的实现取决于T9的版本以及T9在设备上的实际集成方式。一些手机制造商提供永久的用户数据库，而另一些手机制造商则在会话期间提供。

## 功能
一些T9实现具有“智能标点”功能。此功能允许用户使用“1”键插入句子和单词标点符号。根据上下文，智能标点符号会插入句子标点符号（句号）或嵌入式标点符号（句号或连字符）或单词标点符号（can't、won't、isn't 中的撇号和所有格“'s”）。根据语言的不同，T9 还支持在标点符号后断词，以支持附着语素，例如法语中的“l' ”和“n' ”以及英语中的“ 's”。
对于用户输入的单词，可以启用自动补全功能。当用户输入匹配的按键时，除了单词和词干之外，系统还会提供补全建议。
在更高版本的T9中，用户可以选择主要语言和次要语言，并访问两种语言的匹配项。这使得用户可以用他们的母语以及外语编写信息。
一些实现会学习常用的词对并提供单词预测（例如，如果一个人经常写“eat food”，那么在输入“eat”之后，手机会建议“food”，可以通过按“下一个”键来确认）。
T9 可以通过查看键盘上的相邻按键来确定错误的按键，从而自动识别和纠正打字错误。例如，单词“testing”是用按键组合“8378464”输入的。如果输入相同的数字，但有两个相邻按键的错误按键，例如“8278494”，则 T9 会建议单词“tasting”（8278464）、“testing”（8378464）和“tapping”（8277464）。